# 芒格罗尔
芒格罗尔（Mangrol），是印度古吉拉特邦Junagadh县的一个城镇。总人口55094（2001年）。

## 人口
该地2001年总人口55094人，其中男性28159人，女性26935人；0—6岁人口8941人，其中男4567人，女4374人；识字率58.38%，其中男性为68.72%，女性为47.57%。